# Brevicornu fuscipenne
Brevicornu fuscipenne is een muggensoort uit de familie van de paddenstoelmuggen (Mycetophilidae). De wetenschappelijke naam van de soort is voor het eerst geldig gepubliceerd in 1840 door Stæger.